# جان فيليب ارين
جان فيليب ارين هو عالم اجتماع كندي، ولد في 24 مارس 1970.